# HD 107739
HD 107739，又名CP-85 343，SAO 258644、HR 4709，是一颗恒星，视星等为6.33，位于銀經302.46，銀緯-23.3，其B1900.0坐标为赤經12h 17m 37.1s，赤緯-85° -23.3′ 46″。